# Geoffrey Wilder
Geofrey Wilder é um personagem fictício, um super-vilão que aparece nas revistas em quadrinhos americanas publicadas pela Marvel Comics. Geoffrey Wilder foi criado pelo escritor Brian K. Vaughan e pelo artista Adrian Alphona, e a sua primeira aparição foi em Fugitivos #1 (Julho de 2003). Geoffrey é o líder do Orgulho, uma organização criminosa em Los Angeles. Ele é o pai de Alex Wilder.
O personagem é interpretado por Ryan Sands na série de televisão do Hulu, Runaways.

## Publicação
Geoffrey Wilder apareceu pela primeira vez em Fugitivos #1 (Julho de 2003) e foi criado por Brian K. Vaughan e Adrian Alphona.

## Biografia ficcional do personagem
Geoffrey Wilder e sua recente noiva, Catherine, eram ladrões em 1984 em Los Angeles. Depois de um assalto, eles foram sequestrados pelos Gibborim, um grupo de gigantes que precisavam deles para trazer seu plano à fruição. Junto com outros cinco casais, os Wilders formaram o Orgulho, que era um grupo dedicado a trazer o fim do mundo para os Gibborim. Cada casal tinha seus poderes únicos aumentados pelos Gibborim, o que significa que a perspicácia de Geoffrey e Catherine foi aumentada, permitindo que eles se tornassem os chefões do crime da Costa Oeste. Eles controlavam drogas e prostituição em Los Angeles, assim como controlavam os espiões do Orgulho em várias forças policiais. Os Gibborim também prometeram que 6 dos 12 membros do Orgulho seriam salvos depois que o mundo terminasse. No entanto, alguns anos depois, os casais decidiram que cada um teria um único filho e que seus filhos fossem salvos.
Quase duas décadas depois, o filho de Geoffrey, Alex, começou a suspeitar das atividades de seus pais. Geoffrey era um pai rigoroso para Alex, olhando para baixo em sua obsessão com jogos de internet e habilidades com computadores. Alex espionou seus pais e descobriu sobre o Orgulho. Este ato levou à criação do Fugitivos.
Enquanto os filhos do Orgulho estavam em fuga, Geoffrey e os outros membros do Orgulho organizaram o LAPD para encontrar seus filhos, enquadrando eles pela morte de uma menina sacrificada pelo Orgulho, assim como pelo sequestro de Molly Hayes, um dos filhos do orgulho.
Eventualmente, os Fugitivos e o Orgulho se encontraram em um confronto final em uma estrutura submarina. Os Fugitivos foram capazes de parar o plano do Orgulho de oferecer um sacrifício aos Gibborim, o que levou à morte de Alex Wilder, que se mostrou fiel ao Orgulho. A morte de seu filho deixou Geoffrey desassossegado em seus últimos momentos vivo, enquanto os Gibborim destruíam a estrutura, matando todo o Orgulho logo depois que os Fugitivos fizeram a fuga deles.

### Versão de 1985

Um jovem Geoffrey Wilder é trazido para o presente.

Alguns meses depois, alguns dos amigos de Alex de seus jogos online descobriram sobre a morte de Alex, assim como alguns arquivos do computador de Alex. Os arquivos falavam sobre como o Orgulho era um grupo de heróis (ao invés de vilões, conforme relatado pelo Clarim Diário), e tinham um ritual detalhando como trazer Alex de volta. No entanto, quando as pessoas executaram o feitiço, trouxeram Geoff de volta por acidente. O Geoff que eles levantaram dos mortos é a versão de 1985, como ele menciona que ele estava om o Orgulho apenas por um ano. Geoffrey reformou o Orgulho usando os amigos de Alex como os outros membros, planejando usá-los para reconquistar o favor dos Gibborim, sacrificando um dos Fugitivos. É revelado que Geoffrey ficou chateado ao saber da futura morte de sua esposa e filho e queria que os Gibborim os ressuscitassem. Durante este período, ele posou temporariamente como o mutante Câmara para se infiltrar no super time Excelsior e obter informações sobre os Fugitivos, antes de deixar o time.
Wilder é eventualmente parado pelos Fugitivos, mas consegue empalar e matar Gertrude Yorkes. Os Fugitivos, em seguida, apagam sua memória de seu tempo em 2006, e envia ele de volta a 1985. É então revelado que ele perdeu seu anel abstrato e que Chase Stein o ganhou.

## Em outras mídias
Geoffrey Wilder aparece na série de televisão do Hulu, Runaways, interpretado por Ryan Sands. Geoffrey tem um melhor relacionamento com Alex e tenta se conectar com ele. Embora ele ainda esteja envolvido com o Orgulho, sua esposa Catherine parece ser a mais dominante dos dois. Ele é retratado como sendo o mais relutante em seguir com o sacrifício de Destiny Gonzalez, até dizendo "sinto muito" quando ela percebe o que está acontecendo. Sua história de fundo é explorada com ele uma vez tendo feito parte de uma gangue com seu ex-melhor amigo Darius Davis (interpretado por DeVaughn Nixon).